# 呂準
呂 準（여준、ヨ・ジュン、1862年 - 1932年）は 独立運動家・教育者。号は時堂。本貫は星山呂氏。

## 生涯
1862年に京畿道龍仁で生まれ。幼名は祖鉉（조현）。五山学校勤務中に北間島に亡命して李東寧・李相卨などと瑞甸書塾を立てた。ハーグ特使李儁と李相卨を引き合わせた。1913年新興學校校長として独立軍養成に力をつくした。南満洲海外同胞名前で万国郵平和会議に韓国独立請願書を提出し、当時西間島の韓族会の幹部に活動する一方西路軍政署を設立、副督弁として西間島地方のすべての独立運動を統制するのに主導した。1920年臨時政府刊書総辦部総辦と1921年に在満学生教科書編纂委員会委員長になった。1930年には韓国独立党を決済裁可した。
しかし、1931年に中国軍のテロで長白山麓で療養中死亡した。1968年に大韓民国政府によって建国勲章独立章が追贈され、2012年7月の独立運動家に選定された。